# Helsingborgs Södra BIS
Helsingborgs Södra BIS var en fotbollsförening i Helsingborg i Skåne, bildad den 30 november 1991 genom sammanslagning av BK Drott (1918), Helsingborgs BIS (1930) och Helsingborgs Södra BK (1985), upplöst den 24 november 2007 genom sammanslagning med Ramlösa BoIS (1937) i Ramlösa Södra FF.

## Tabellplaceringar

### Serieplaceringar, fotboll
| Nivå | Herrar                         |
| ---- | ------------------------------ |
| 3    | Div. 2 (-2005), Div. 1 (2006-) |
| 4    | Div. 3 (-2005), Div. 2 (2006-) |
| 5    | Div. 4 (-2005), Div. 3 (2006-) |
| 6    | Div. 5 (-2005), Div. 6 (2006-) |

Resultat hämtade från SvFF, Everysport och Clas Glenning Football.
| Säsong      | Nivå | Serie                     | Plac. | Anmärkning                                       |
| ----------- | ---- | ------------------------- | ----- | ------------------------------------------------ |
| 1992 (vår)  | 5    | Div. IV Skåne nordvästra  | 9     |                                                  |
| 1992 (höst) | 6    | Div. V Skåne Nordvästra A | 2     |                                                  |
| 1993        | 5    | Div. IV Skåne nordvästra  | 4     |                                                  |
| 1994        | 5    | Div. IV Skåne nordvästra  | 4     |                                                  |
| 1995        | 5    | Div. IV Skåne nordvästra  | 3     |                                                  |
| 1996        | 5    | Div. IV Skåne nordvästra  | 1     | uppflyttad till division III                     |
| 1997        | 4    | Div. III Södra Götaland   | 4     |                                                  |
| 1998        | 4    | Div. III Södra Götaland   | 2     | förlorade kvalspel till division II mot Växjö BK |
| 1999        | 4    | Div. III Södra Götaland   | 1     | uppflyttad till division II                      |
| 2000        | 3    | Div. II Södra Götaland    | 3     |                                                  |
| 2001        | 3    | Div. II Södra Götaland    | 3     |                                                  |
| 2002        | 3    | Div. II Södra Götaland    | 11    | nedflyttad till division III                     |
| 2003        | 4    | Div. III Södra Götaland   | 4     |                                                  |
| 2004        | 4    | Div. III Södra Götaland   | 1     | uppflyttad till division II                      |
| 2005        | 3    | Div. II Södra Götaland    | 7     | serieomläggning till 2006                        |
| 2006        | 4    | Div. II Södra Götaland    | 4     |                                                  |
| 2007        | 4    | Div. II Södra Götaland    | 2     |                                                  |

## Se vidare
- BK Drott (föregångarförening)
- Helsingborgs Södra BK (föregångarförening)
- Helsingborgs BIS (föregångarförening)
- Ramlösa Södra IF (efterföljarförening)